# Окулов, Василий Андреевич
Окулов Василий Андреевич (1899—1977) — советский военнослужащий, авиастроитель и один из организаторов авиационной промышленности, генерал-лейтенант инженерной службы (с 1944).

## Биография
Родился 15 марта 1899 года  на Урале, в городе Алапаевске, в семье сталевара Андрея Гавриловича Окулова, мать — Пелагея. Семья была многодетной — братья, сёстры: Фёдор, Татьяна, Зоя, Надежда, Вера, Юлия, Мария.
С 14 лет начал работать маслёнщиком, затем — электромонтёром на Надеждинском металлургическом заводе Свердловской области.
Несмотря на то, что по документам годом рождения стоит 1899 год, на самом деле Василий Андреевич родился в 1901 году. И приписав себе два года, он в феврале 1918 года вступил добровольцем в Красную Армию. Участник Гражданской войны, в рядах бригады Котовского воевал против отрядов генерала Дутова, а затем в составе 29-й дивизии против белочехов и Колчака. Был рядовым бойцом, командовал эскадроном, потом — начальник команды связи полка.
В 1919 году учился на командно-кавалерийских курсах в Казани.
В 1929 году был командирован на учёбу в Военно-воздушную академию РККА имени профессора Н. Е. Жуковского (ныне Военно-воздушная инженерная академия), которую с отличием окончил в звании военного инженера ВВС (1934).
Занимал ряд должностей в ВВС Красной Армии, был начальником военной приёмки. В 1934—1938 годах военный представитель на авиационный заводах.
Часто имел личные беседы со Сталиным.
5 марта 1938 года возглавил 22-й завод в Москве в Филях, где шло освоение серийного выпуска нового пикирующего бомбардировщика Пе-2, и с этой же целью командировался в Казань на Казанский авиационный завод имени С.П. Горбунова. Страна готовилась к мировой войне, тогда и после на заводах осваивался серийный выпуск самолётов СБ, Пе-8, Пе-2, Ту-2, Ту-4 (1938—1949).
1 июля 1941 года Окулов решением Политбюро был назначен директором 124-го завода в Казани. С июля по сентябрь налаживал серийный выпуск Пе-2, достигнув 50 % от выпуска этой модели на 22-м заводе. В октябре 1941 года принимал в Казани эвакуированный из Москвы 22-й завод. После официального объединения этих двух предприятий в декабре 1941 года возвратился в Москву и возглавил новый 23-й завод, организованный на площадях эвакуированного 22-го завода.
22 марта 1942 года вновь возвращён в Казань на 22-й завод для восстановления и увеличения выпуска Пе-2. Работа началась с наведения чистоты, весной было посажено 2500 деревьев, устроены клумбы. А в апреле было восстановлено производство ТБ-7 — самого мощного советского бомбардировщика.
В 1944 получил звание генерал-лейтенанта авиации.
Народный Комиссар Финансов СССР Арсений Григорьевич Зверев, выступая на XI сессии Верховного Совета СССР I-го созыва, особо отметил, что за годы войны авиационная промышленность добилась значительных успехов и в качестве примера привёл коллектив казанского завода, возглавляемого В. Окуловым : «Завод снизил себестоимость продукции на 10,5 процентов, вместо 8,7 процентов предусмотренных планом».
Несмотря на впечатляющие заслуги — освоение серийного выпуска самого массового бомбардировщика войны Пе-2 и небывалого по сложности самолёта Ту-4 — за срыв сроков выполнения работ Окулов был вынужден уйти с завода.
Уехал в Москву, вступил в должность начальника филиала Центрального института авиационного моторостроения — ЦИАМ (1949—1951 гг.), затем работал заместителем начальника Центрального аэрогидродинамического института имени профессора Н. Е. Жуковского (ЦАГИ) по производству в подмосковном Лыткарино (1951—1974 гг.), где при непосредственном участии Окулова были решены «сложные задачи строительства новой экспериментальной и производственной базы ЦАГИ, её модернизации, что обеспечило проведение научных и экспериментальных исследований новых образцов авиационной техники».
Умер 4 августа 1977 года в Москве, похоронен на Кунцевском кладбище.

## Память
В музее КАЗ им. С. П. Горбунова Архивная копия от 11 апреля 2017 на Wayback Machine хранятся некоторые его личные документы, вещи и фотографии.

## Награды
— 4 ордена Ленина (10.02.1939; в том числе 13 февраля 1944 года за образцовое выполнение заданий Правительства по производству боевых самолётов),
— орден Октябрьской Революции,
— орден Красного Знамени,
— орден Кутузова 1-й степени;
— 2 ордена Трудового Красного Знамени,
— орден Красной Звезды,
— 11 медалей, в том числе «За победу над Германией».
Неоднократно избирался членом Московского горкома КПСС, депутатом Верховного Совета РСФСР.

## Личная жизнь
Жена — Мария Георгиевна (23.12.1904-5.03.1989).
Дети — Владимир, Юрий, Сергей.